# シャヴィル
シャヴィル(Chaville)は、フランスのパリの南西郊外にあるコミューンである。パリ中心部から12.5km離れている。

## 地理
シャヴィルは、以下のコミューンと境を接している。
- ムードン
- セーヴル
- ヴェリジー＝ヴィラクブレー
- ヴィロフレー
- ヴィル＝ダヴレー

およそ44%が森林であり、南東のムードンの森と北西のLes Fausses-Reposesの森の間に位置する。

## 歴史
この町は9世紀に作られた。当初の名前はInchadivillaであった。

## 交通
シャヴィルは、パリとヴェルサイユを結ぶD910号線の沿線にある。また、3つの鉄道駅がある。

## 姉妹都市
- アルスフェルト（ドイツ）
- バーネット・ロンドン特別区（イングランド）
- セッティモ・トリネーゼ（イタリア）
- タインホア（ベトナム）

## 出身者
- フィリップ・スーポー - 詩人